# Brevibacterium
Genre
Brevibacterium est un genre de bactéries Gram-positives de l'ordre des Micrococcales. Le préfixe « Brevi » signifie « court ». Ce sont des bactéries du sol ou associées à des microbiotes. Il s'agit du seul genre de la famille des Brevibacteriaceae.

## Liste d'espèces
- B. acetyliticum
- B. albidum
- B. antiquum
- B. aurantiacum
- B. avium
- B. casei
- B. celere
- B. divaricatum
- B. epidermidis
- B. frigoritolerans
- B. halotolerans
- B. immotum
- B. iodinum
- B. linens (ou « ferment du rouge »)
- B. luteolum
- B. luteum
- B. mcbrellneri
- B. otitidis
- B. oxydans
- B. paucivorans
- B. permense
- B. picturae
- B. ravsenspurgense[1]
- B. samyangense
- B. sanguinis
- B. stationis

### Espèces reclassées
- Brevibacterium flavum est maintenant reclassée comme Corynebacterium glutamicum[2].
- Brevibacterium stationis pourrait être reclassée comme Corynebacterium stationis[3].